# Астипалеа
Астипалеа или Астипалаја (грчки грч. ) је једно од острва у групацији Додеканеза у источној Грчкој. Управно острво припада округу Калимнос у оквиру Периферије Јужни Егеј, где са околним острвцима и хридима чини посебну општину. Главно место на острву је истоимени градић Астипалеа.

## Природни услови
Астипалеа је једно од најзападнијих острва Додеканеза и подједнако је удаљено од Аморгоса (припада Кикладима) и од најближег додеканешког острва, Коса. Острво је средње величине, каменито. Обала острва је веома разуђена. Заправо острво је са два наспрамна залива подељено на источни и западни део. Астипалеа има бројне мале плаже.
Клима острва је средоземна са дугим, сушним летима и благим и кишовитим зимама. Недостатак воде је значајно ограничење, будући да Астипалеа није близу копна тако да постоји и недостатак подземних извора. Због тога је биљни и животињски свет су особени за ову климу, а од гајених култура доминирају маслина и винова лоза.

## Историја
Астипалеа је насељена још током праисторије. Током старе Грчке Астипалеа је био један од малих полиса у веома важном делу Грчке. После тога острвом је владао стари Рим, а затим и Византија. 1204. године после освајања Цариграда од стране Крсташа Астипалеа потпада под власт Млечана, под којима остају дуго, до 16. века, када нови господар постаје османско царство. Становништво Астипалее је било укључено у Грчки устанак 20их година 19. века, али није било прикључено новооснованој Грчкој. 1912. године острво запоседа Италија, која га губи после Другог светског рата. Последњих деценија ово је донекле умањено развојем туризма.

## Становништво
Главно становништво на Астипалеи су Грци. Астипалеа спада у ретко насељена острва међу значајинијим острвима Додеканеза, али је развој туризма протеклих 20ак година допринео просперитету острва и смањењу пада броја становника.

## Привреда
Данас се привреда Астиапалее све више заснива на туризму и поморству, а све мање на традициналној пољопривреди (маслине, винова лоза, мање јужно воће).